# ذا فاينل فانتسي ليجند
 ذا فاينل فانتسي ليجند (بالإنجليزية:The Final Fantasy Legend) هي لعبة من نوع تقمص الأدوار. صدرت في عام 1989 و هي متوفرة على أجهزة جيم بوي ، الهاتف المحمول ، وندرسوان (WonderSwan). اللعبة من تطوير سكوير و نشر شركتي سكوير و سن سوفت (Sunsoft). كانت اللعبة باللغة اليابانية ثم قامت شركة سكوير بترجمة اللعبة إلى الإنجليزية في 1990 لإصدارها حول العالم .